# Tomba a camera
Una tomba a camera è una tomba per sepoltura utilizzata in diverse culture nel mondo. In caso di sepolture individuali, la camera ha il significato di indicare lo status della persona interrata rispetto ad una semplice tomba. Costruita spesso nella roccia o talvolta in legno, la camera serviva come luogo di riposo del sepolto, o della sua famiglia o di un determinato gruppo sociale.
Gran parte delle tombe a camera vennero costruite con larghe pietre o megaliti e coperte con cairn, tumuli o semplice terra. Alcune tombe a camera sono state letteralmente intagliate nella roccia.
Durante il periodo neolitico e l'Età del Bronzo in Europa, sepolture in pietra di questo genere sono indicate col termine generico di tombe megalitiche. Le tombe a camera si distinguono dalle altre per l'aspetto della stanza e dell'entrata o per la forma o per il materiale delle strutture che le ricoprono.

## Tipologie ed esempi
Termini generici:
- Cairn a camera
- Tomba camerata
- Cromlech, dolmen e Hunebed
  - Dolmen semplice
  - Grande dolmen
  - Dolmen poligonale
  - Dolmen rettangolare
- Tomba mensolata
- Tumulo a camera
- Tomba a galleria tra cui:
  - Allées couvertes
  - Cairn a corte
  - Tombe dei Giganti
  - Naveta
  - Gruppo di tombe di Peak District
  - Tomba Severn-Cotswold o Cotswold-Severn
  - Tomba a galleria transettata
  - Tomba a galleria a cuneo
- Tomba ad entrata come:
  - Portale di dolmen
  - Tomba ad entrata scilloniana
- Tomba a passaggio come:
  - Le tholoi (tombe a thòlos) di Micene in Grecia.
  - Tomba a camera micenea
  - Tomba con passaggio a V
  - Tomba con passaggio cruciforme
  - Clava cairn
- Altre tipologie:
  - Domus de Janas
  - Dysser
  - Tomba Medway
  - Shaft e tomba a camera